# Долговица
Долговица — деревня в Куньинском районе Псковской области России. Входит в состав Пухновской волости.

## География
Расположена в 67 км к югу от райцентра, посёлка городского типа Кунья.

## Население
| 2001 | 2002 | 2010 |
| ---- | ---- | ---- |
| 201  | ↘153 | ↘137 |

Численность населения деревни по оценке на начало 2001 года составляла 201 житель.

## История
С января 1995 до декабря 2005 года деревня входила в бывшую Крестовскую волость, с января 2006 до апреля 2015 года — в состав ныне упразднённой Долговицкой волости в качестве её административного центра.